# Gianni Martucci
Gianni Martucci, né Gian Antonio Martucci le 22 mai 1942 à Ancône (Marches), est un réalisateur et scénariste italien.

## Biographie
Martucci a travaillé à partir de 1972 comme scénariste et assistant réalisateur ; entre 1975 et 1979, il a réalisé lui-même quatre films de genre : deux comédies érotiques italiennes, un poliziottesco et un giallo. En 1988, il s'est fait remarquer avec le film d'épouvante I frati rossi (it) qu'il a repris de Lucio Fulci.

## Filmographie

### Réalisateur
- 1975 : La Collégienne en vadrouille (it) (La collegiale)
- 1976 : La Toubib au cours du soir (it) (La dottoressa sotto il lenzuolo)
- 1978 : Coup de gueule (Milano... difendersi o morire)
- 1980 : Démence (Trhauma)
- 1988 : I frati rossi (it)

### Scénariste
- 1972 : Le Manoir aux filles (Ragazza tutta nuda assassinata nel parco) d'Alfonso Brescia
- 1973 : Des garces pour l'enfer (Il fiore dai petali d'acciaio) de Gianfranco Piccioli
- 1974 : Il giudice e la minorenne (it) de Franco Nucci
- 1982 : Pover'ammore de Fernando Di Leo